# Blessy
Blessy és un municipi francès situat al departament del Pas de Calais i a la regió dels Alts de França. L'any 2007 tenia 801 habitants.

## Demografia

### Població
El 2007 la població de fet de Blessy era de 801 persones. Hi havia 273 famílies de les quals 50 eren unipersonals (27 homes vivint sols i 23 dones vivint soles), 90 parelles sense fills, 121 parelles amb fills i 12 famílies monoparentals amb fills.
La població ha evolucionat segons el següent gràfic:
Habitants censats

### Habitatges
El 2007 hi havia 302 habitatges, 285 eren l'habitatge principal de la família, 5 eren segones residències i 13 estaven desocupats. 295 eren cases i 7 eren apartaments. Dels 285 habitatges principals, 253 estaven ocupats pels seus propietaris, 29 estaven llogats i ocupats pels llogaters i 2 estaven cedits a títol gratuït; 4 tenien dues cambres, 27 en tenien tres, 52 en tenien quatre i 202 en tenien cinc o més. 232 habitatges disposaven pel capbaix d'una plaça de pàrquing. A 110 habitatges hi havia un automòbil i a 148 n'hi havia dos o més.

### Piràmide de població
La piràmide de població per edats i sexe el 2009 era:
| Homes | Edats   | Dones |
| ----- | ------- | ----- |
| 0     | 95 o +  | 0     |
| 0     | 90 a 94 | 0     |
| 8     | 85 a 89 | 4     |
| 0     | 80 a 84 | 0     |
| 8     | 75 a 79 | 12    |
| 16    | 70 a 74 | 16    |
| 12    | 65 a 69 | 32    |
| 28    | 60 a 64 | 24    |
| 4     | 55 a 59 | 4     |
| 16    | 50 a 54 | 20    |
| 16    | 45 a 49 | 16    |
| 44    | 40 a 44 | 28    |
| 20    | 35 a 39 | 32    |
| 28    | 30 a 34 | 20    |
| 20    | 25 a 29 | 20    |
| 8     | 20 a 24 | 16    |
| 32    | 15 a 19 | 24    |
| 24    | 10 a 14 | 24    |
| 16    | 5 a 9   | 28    |
| 12    | 0 a 4   | 8     |

## Economia
El 2007 la població en edat de treballar era de 508 persones, 364 eren actives i 144 eren inactives. De les 364 persones actives 334 estaven ocupades (193 homes i 141 dones) i 30 estaven aturades (13 homes i 17 dones). De les 144 persones inactives 49 estaven jubilades, 41 estaven estudiant i 54 estaven classificades com a «altres inactius».

### Ingressos
El 2009 a Blessy hi havia 285 unitats fiscals que integraven 789 persones, la mediana anual d'ingressos fiscals per persona era de 16.499 €.

### Activitats econòmiques
Dels 11 establiments que hi havia el 2007, 1 era d'una empresa alimentària, 3 d'empreses de comerç i reparació d'automòbils, 2 d'empreses de transport, 1 d'una empresa d'hostatgeria i restauració, 1 d'una empresa financera, 1 d'una empresa de serveis, 1 d'una entitat de l'administració pública i 1 d'una empresa classificada com a «altres activitats de serveis».
L'únic servei als particulars que hi havia el 2009 era una tintoreria.
Dels 2 establiments comercials que hi havia el 2009, 1 era una botiga de menys de 120 m² i 1 una botiga de mobles.
L'any 2000 a Blessy hi havia 17 explotacions agrícoles que ocupaven un total de 376 hectàrees.

## Equipaments sanitaris i escolars
El 2009 hi havia una escola elemental.

## Poblacions més properes
El següent diagrama mostra les poblacions més properes.